# Shokichi Natsui
Shōkichi Natsui (夏井昇吉, Natsui Shōkichi), né le 10 octobre 1925 à Oga et mort le 13 septembre 2006, est un judoka japonais. 
Il est le premier champion du monde de judo en 1956 lorsqu'il n'y avait encore aucune catégorie de poids.
Shōkichi Natsui avait terminé troisième aux championnats japonais de 1954, puis deuxième en 1955 battu par Yoshihiko Yoshimatsu.
En 1957, Natsui remporte le titre de champion du Japon face à Kōji Sone. Il prend alors sa retraite sportive.